# Elisa Faure
Pour les articles homonymes, voir Faure.
Elisa Faure, née le 11 septembre 1985 à Besançon, est une tumbleuse française.
Elle est médaillée de bronze dans l'épreuve féminine de tumbling par équipe aux Championnats du monde 2005 à Eindhoven avec Emeline Millory, Delphine François et Marion Limbach ainsi qu'aux Championnats d'Europe 2006 avec Mélanie Avisse et Marion Limbach.